# Vincenzo Scramuzza
Vincenzo Mary Scramuzza (23 août 1886, Contessa Entellina – 3 décembre 1956, La Nouvelle-Orléans) est un historien spécialisé en histoire grecque et romaine antique, d'origine italienne et naturalisé aux Etats-Unis.

## Biographie
Scramuzza nait vers 1886 dans le village de Contessa Entellina en Sicile. En 1907, il rejoint ses parents qui ont déjà émigrés à La Nouvelle-Orléans. En 1924, il obtient un diplôme d'Histoire à l'Université d'État de Louisiane et en 1929, il passe sa thèse de doctorat à l'Université Harvard, avec pour sujet l'empereur romain Claude. Il enseigne ensuite l'Histoire à l'Université Harvard.

## Publications
- (en) Vincent Scramuzza, The Emperor Claudius, Harvard University Press, Cambridge, 1940